# Liste der Naturdenkmale im Amt Wittenburg
In der Liste der Naturdenkmale im Amt Wittenburg werden die Einzel-Naturdenkmale und Flächennaturdenkmale aufgeführt, welche sich in dem zum Landkreis Ludwigslust-Parchim (Mecklenburg-Vorpommern) gehörenden Amt Wittenburg befinden. Es handelt sich um eine Teilliste der Liste der Naturdenkmale im Landkreis Ludwigslust-Parchim.
Im Amtsgebiet sind zwei Naturdenkmal-Verordnungen nebeneinander in Kraft, in deren Anlagen die einzelnen Naturdenkmale genannt werden. So erfolgte die Festlegung von Naturdenkmalen nicht nur durch eine Verordnung des Landrates. Teile des Amtes befinden sich nämlich im Biosphärenreservat Schaalsee. In dessen Gebiet sind die aufgeführten Bäume und Baumgruppen durch eine eigene Verordnung des zuständigen Biosphärenreservatsamtes unter Schutz gestellt worden. Diese Aufteilung der Zuständigkeiten ergibt sich aus § 4 des Naturschutzausführungsgesetzes von Mecklenburg-Vorpommern.

## Naturdenkmale
Im Amtsgebiet befinden sich Stand 2025 die folgenden 73 Bäume, die als Naturdenkmale geschützt sind. Des Weiteren führt die Liste vier ehemalige Naturdenkmale auf. 

| Bild                          | Nr.  | Bezeichnung            | Standort                                                                                         | Beschreibung | Schutzzweck | Verordnung |
| ----------------------------- | ---- | ---------------------- | ------------------------------------------------------------------------------------------------ | --- | ----------- | ---------- |
| BW                            | 64   | Sumpfzypresse          | Wittendörp Raguth (53° 34′ 10,1″ N, 11° 3′ 10,3″ O)                                              | |             | [ 1 ]      |
| BW                            | 65   | Eiche                  | Wittendörp Raguth (53° 33′ 59,7″ N, 11° 3′ 26,7″ O)                                              | |             | [ 1 ]      |
| BW                            | 66   | Kiefer                 | Wittendörp Boddin (53° 34′ 52,9″ N, 11° 5′ 55,1″ O)                                              | |             | [ 1 ]      |
| BW                            | 67   | Fichte                 | Wittendörp Boddin (53° 34′ 52,2″ N, 11° 5′ 55,4″ O)                                              | |             | [ 1 ]      |
| BW                            | 69   | Schwarznuss            | Wittendörp Drönnewitz (53° 34′ 43,5″ N, 11° 2′ 13,9″ O)                                          | |             | [ 1 ]      |
| BW                            | 74   | Eiche                  | Wittendörp Drönnewitz (53° 34′ 55,2″ N, 11° 2′ 28,1″ O)                                          | |             | [ 1 ]      |
| BW                            | 75   | Platane                | Wittendörp Drönnewitz (53° 34′ 58,6″ N, 11° 2′ 23″ O)                                            | |             | [ 1 ]      |
| BW                            | 76   | Buche                  | Wittendörp Drönnewitz (53° 34′ 57″ N, 11° 2′ 21,5″ O)                                            | |             | [ 1 ]      |
| BW                            | 77   | Fichte                 | Wittendörp Tessin (53° 33′ 40,7″ N, 11° 1′ 39,8″ O)                                              | |             | [ 1 ]      |
| BW                            | 78   | Eiche                  | Wittendörp Tessin (53° 33′ 42″ N, 11° 1′ 32,3″ O)                                                | |             | [ 1 ]      |
| BW                            | 438  | Eiche                  | Wittendörp Tessin (53° 33′ 49,3″ N, 11° 2′ 17,2″ O)                                              | |             | [ 1 ]      |
| BW                            | 439  | Eiche                  | Wittendörp Raguth (53° 34′ 9,9″ N, 11° 2′ 43,7″ O)                                               | |             | [ 1 ]      |
| BW                            | 440  | Eiche                  | Wittendörp Raguth (53° 33′ 37,5″ N, 11° 3′ 4,7″ O)                                               | |             | [ 1 ]      |
| BW                            | 443  | Eiche                  | Wittenburg Lehsen (53° 29′ 4,6″ N, 11° 1′ 9,3″ O)                                                | |             | [ 3 ]      |
| mehr Fotos \| Fotos hochladen | 444  | Stieleiche             | Wittenburg Lehsen an der Straße Unter den Linden (53° 29′ 26,5″ N, 11° 2′ 4,2″ O)                | Es handelt sich um einen Solitärbaum. |             | [ 3 ]      |
| BW                            | 445  | Stieleiche             | Wittenburg Lehsen an der Straße Unter den Linden (53° 29′ 26″ N, 11° 1′ 58,4″ O)                 | Der Baum besitzt eine spiralförmige Blitznarbe im Stamm. Dieser ist walzenförmig und hat die ehemals ausgemauerte Öffnung durch Überwallung fast geschlossen. Die Baumkrone hat nur einen geringen Totholzanteil. |             | [ 3 ]      |
| mehr Fotos \| Fotos hochladen | 446  | Stieleiche             | Wittenburg Lehsen am Ziggelmarker Weg, nördlich der Kapelle (53° 29′ 30″ N, 11° 1′ 21,6″ O)      | |             | [ 3 ]      |
| Fotos hochladen               | 447  | Alte Eiche             | Wittenburg Lehsen (53° 29′ 16,5″ N, 11° 1′ 33,4″ O)                                              | Die Stieleiche ist im Stamminneren ausgemauert worden. Statt den Baum zu stabilisieren führte diese Baumchirurgie zur Ausbreitung von Pilzen, die das Holz zersetzen. Nach einem Blitzeinschlag im Jahr 2003 wurde der Baum durch einen Brand stark geschädigt. Die wohl älteste Eiche des ehemaligen Landkreises Ludwigslust soll früher als Versammlungs- und Gerichtsbaum genutzt worden sein. Altersschätzungen reichen von 300 über 500 bis 800 Jahren. |             | [ 3 ]      |
| Fotos hochladen               | 448  | Echte Sumpfzypresse    | Wittenburg Lehsen (53° 29′ 14″ N, 11° 1′ 32,2″ O)                                                | Der Baum besitzt eine untypische Kronenform, welche auf einen entwässerten Standort hinweisen könnte. |             | [ 3 ]      |
| BW                            | 449  | Stieleiche             | Wittenburg Lehsen (53° 29′ 10,8″ N, 11° 1′ 32,9″ O)                                              | Der abholzige Stamm mit starken Wurzelanläufen trägt eine sehr große, dicht beastete Krone. Es handelt sich um eine solitäre Feldeiche. |             | [ 3 ]      |
| BW                            | 450  | Stieleiche             | Wittenburg Lehsen (53° 29′ 3,8″ N, 11° 1′ 36″ O)                                                 | Der Stamm dieses Solitärbaumes sowie dessen Krone mit nur geringem Anteil an Totholz sind in einem sehr guten Zustand. |             | [ 3 ]      |
| BW                            | 451  | Eiche                  | Wittenburg Lehsen (53° 29′ 19,7″ N, 11° 1′ 47″ O)                                                | |             | [ 3 ]      |
| BW                            | 452  | Eiche                  | Wittenburg Lehsen (53° 29′ 10,5″ N, 11° 1′ 15,3″ O)                                              | Der Schutzstatus wurde 2004 aufgehoben. |             | [ 3 ]      |
| BW                            | 453  | Eiche                  | Wittenburg Lehsen (53° 29′ 9,8″ N, 11° 1′ 15″ O)                                                 | Der Schutzstatus wurde 2004 aufgehoben. |             | [ 3 ]      |
| BW                            | 454  | Eiche                  | Wittenburg Lehsen (53° 29′ 8,1″ N, 11° 1′ 15,2″ O)                                               | Der Schutzstatus wurde 2017 aufgehoben. |             | [ 3 ]      |
| BW                            | 455  | Linde                  | Wittenburg Lehsen (53° 29′ 11,3″ N, 11° 1′ 21,3″ O)                                              | Der Schutzstatus wurde 2004 aufgehoben. |             | [ 3 ]      |
| mehr Fotos \| Fotos hochladen | 456  | Eiche                  | Wittenburg Lehsen (53° 29′ 24,6″ N, 11° 1′ 27,5″ O)                                              | |             | [ 3 ]      |
| mehr Fotos \| Fotos hochladen | 457  | Buche                  | Wittenburg Lehsen (53° 29′ 34,2″ N, 11° 1′ 33,7″ O)                                              | |             | [ 3 ]      |
| BW                            | 459  | Buche                  | Wittendörp Dodow (53° 29′ 57,8″ N, 11° 0′ 8″ O)                                                  | |             | [ 3 ]      |
| mehr Fotos \| Fotos hochladen | 460  | Stieleiche             | Wittendörp Waschow am Teich in der Nähe des ehemaligen Gutsparks (53° 31′ 21″ N, 11° 0′ 54,2″ O) | Der Baum hat Brettwurzeln ausgebildet, die bis ins Wasser reichen. |             | [ 3 ]      |
| mehr Fotos \| Fotos hochladen | 461  | Eiche                  | Wittendörp Waschow (53° 31′ 51,1″ N, 11° 0′ 21,7″ O)                                             | |             | [ 1 ]      |
| BW                            | 463  | Eiche                  | Wittendörp Tessin (53° 33′ 55,2″ N, 11° 0′ 54,8″ O)                                              | |             | [ 1 ]      |
| BW                            | 464  | Eiche                  | Wittendörp Tessin (53° 34′ 2″ N, 11° 0′ 50,9″ O)                                                 | |             | [ 1 ]      |
| BW                            | 465  | Eiche                  | Wittendörp Tessin (53° 33′ 30,8″ N, 11° 1′ 45,4″ O)                                              | |             | [ 1 ]      |
| BW                            | 466a | Eiche                  | Wittendörp Tessin (53° 33′ 39,2″ N, 11° 1′ 41,2″ O)                                              | |             | [ 1 ]      |
| BW                            | 466b | Eiche                  | Wittendörp Tessin (53° 33′ 36,7″ N, 11° 1′ 41,5″ O)                                              | |             | [ 1 ]      |
| BW                            | 466c | Eiche                  | Wittendörp Tessin (53° 33′ 35,2″ N, 11° 1′ 41,9″ O)                                              | |             | [ 1 ]      |
| BW                            | 466d | Eiche                  | Wittendörp Tessin (53° 33′ 33,5″ N, 11° 1′ 42,2″ O)                                              | |             | [ 1 ]      |
| BW                            | 466e | Eiche                  | Wittendörp Tessin (53° 33′ 34,4″ N, 11° 1′ 42″ O)                                                | |             | [ 1 ]      |
| BW                            | 467  | Eiche                  | Wittendörp Dodow (53° 30′ 7,6″ N, 10° 59′ 45,5″ O)                                               | |             | [ 3 ]      |
| mehr Fotos \| Fotos hochladen | 468  | Eiche                  | Wittendörp Dodow in der Nähe der Schilde (53° 28′ 58,6″ N, 10° 58′ 56,3″ O)                      | |             | [ 3 ]      |
| mehr Fotos \| Fotos hochladen | 469  | Eiche                  | Wittendörp Dodow in der Nähe der Schilde (53° 28′ 57,4″ N, 10° 58′ 56,5″ O)                      | Mittlerweile ist der Baum umgestürzt. |             | [ 3 ]      |
| mehr Fotos \| Fotos hochladen | 470  | Buche vom Bischofsborn | Wittendörp Dodow in der Nähe der Schilde (53° 29′ 0,2″ N, 10° 58′ 57,5″ O)                       | Die Rotbuche besteht aus 14 zusammengewachsenen Stämmen. |             | [ 3 ]      |
| BW                            | 471  | Eiche                  | Wittendörp Dodow (53° 29′ 59,6″ N, 11° 0′ 5,7″ O)                                                | |             | [ 3 ]      |
| BW                            | 473  | Eiche                  | Wittendörp Drönnewitz (53° 34′ 53,4″ N, 11° 1′ 19,5″ O)                                          | |             | [ 1 ]      |
| mehr Fotos \| Fotos hochladen | 475  | Linde                  | Wittenburg Zühr (53° 26′ 11,2″ N, 11° 0′ 49,4″ O)                                                | |             | [ 3 ]      |
| mehr Fotos \| Fotos hochladen | 476  | Linde                  | Wittenburg Zühr (53° 26′ 16,2″ N, 11° 1′ 12,5″ O)                                                | |             | [ 3 ]      |
| BW                            | 477a | Eiche                  | Wittendörp Tessin (53° 33′ 32,2″ N, 11° 0′ 46,2″ O)                                              | |             | [ 1 ]      |
| BW                            | 477b | Eiche                  | Wittendörp Tessin (53° 33′ 32,3″ N, 11° 0′ 46,6″ O)                                              | |             | [ 1 ]      |
| BW                            | 480  | Eiche                  | Wittendörp Tessin (53° 33′ 32,1″ N, 11° 0′ 27,7″ O)                                              | |             | [ 1 ]      |
| BW                            | 481  | Eiche                  | Wittendörp Tessin (53° 33′ 44,3″ N, 11° 1′ 20,1″ O)                                              | |             | [ 1 ]      |
| BW                            | 482a | Eiche                  | Wittendörp Tessin (53° 33′ 46,2″ N, 11° 1′ 20,1″ O)                                              | |             | [ 1 ]      |
| BW                            | 482b | Eiche                  | Wittendörp Tessin (53° 33′ 45,8″ N, 11° 1′ 19″ O)                                                | |             | [ 1 ]      |
| BW                            | 482c | Eiche                  | Wittendörp Tessin (53° 33′ 46,6″ N, 11° 1′ 21,6″ O)                                              | |             | [ 1 ]      |
| BW                            | 483  | Eiche                  | Wittendörp Tessin (53° 33′ 43,1″ N, 11° 1′ 10,2″ O)                                              | |             | [ 1 ]      |
| BW                            | 484  | Eiche                  | Wittendörp Tessin (53° 33′ 45,6″ N, 11° 1′ 4,8″ O)                                               | |             | [ 1 ]      |
| BW                            | 485  | Eiche                  | Wittendörp Tessin (53° 33′ 52,8″ N, 11° 1′ 21″ O)                                                | |             | [ 1 ]      |
| BW                            | 486  | Eiche                  | Wittendörp Tessin (53° 33′ 56,6″ N, 11° 1′ 14,5″ O)                                              | |             | [ 1 ]      |
| BW                            | 487a | Eiche                  | Wittendörp Tessin (53° 34′ 13″ N, 11° 1′ 41,6″ O)                                                | |             | [ 1 ]      |
| BW                            | 487b | Eiche                  | Wittendörp Tessin (53° 34′ 12,8″ N, 11° 1′ 42,6″ O)                                              | |             | [ 1 ]      |
| BW                            | 488a | Eiche                  | Wittendörp Tessin (53° 34′ 7,7″ N, 11° 1′ 34″ O)                                                 | |             | [ 1 ]      |
| BW                            | 488b | Eiche                  | Wittendörp Tessin (53° 34′ 8,3″ N, 11° 1′ 35,3″ O)                                               | |             | [ 1 ]      |
| BW                            | 489a | Eiche                  | Wittendörp Tessin (53° 33′ 42,3″ N, 11° 2′ 2,1″ O)                                               | |             | [ 1 ]      |
| BW                            | 489b | Eiche                  | Wittendörp Tessin (53° 33′ 42″ N, 11° 2′ 4″ O)                                                   | |             | [ 1 ]      |
| BW                            | 490  | Eiche                  | Wittendörp Tessin (53° 33′ 17,6″ N, 11° 1′ 56,4″ O)                                              | |             | [ 1 ]      |
| BW                            | 491  | Eiche                  | Wittendörp Tessin (53° 33′ 10,5″ N, 11° 2′ 5,9″ O)                                               | |             | [ 1 ]      |
| BW                            | 492  | Eiche                  | Wittendörp Drönnewitz (53° 35′ 55,1″ N, 11° 2′ 32,9″ O)                                          | |             | [ 1 ]      |
| BW                            | 496  | Eiche                  | Wittendörp Raguth (53° 33′ 47,4″ N, 11° 2′ 19,2″ O)                                              | |             | [ 1 ]      |
| BW                            | 498  | Stieleiche             | Wittendörp Drönnewitz (53° 35′ 1,6″ N, 11° 1′ 7,2″ O)                                            | Der Stamm dieses Baumes verjüngt sich nach oben rasch. Er besitzt eine große Krone mit einigen abgestorbenen Ästen. |             | [ 1 ]      |
| BW                            | 500  | Eiche                  | Wittendörp Raguth (53° 33′ 35,9″ N, 11° 3′ 11,7″ O)                                              | |             | [ 1 ]      |
| BW                            | 501  | Eiche                  | Wittendörp Raguth (53° 33′ 41,3″ N, 11° 3′ 12,4″ O)                                              | |             | [ 1 ]      |
| BW                            | 502  | Eiche                  | Wittendörp Tessin (53° 34′ 1,8″ N, 11° 1′ 49,1″ O)                                               | |             | [ 1 ]      |
| BW                            | 505  | Eiche                  | Wittendörp Drönnewitz (53° 35′ 5,1″ N, 11° 2′ 21,7″ O)                                           | |             | [ 1 ]      |
| BW                            | 506  | Eiche                  | Wittendörp Drönnewitz (53° 34′ 46″ N, 11° 2′ 23,5″ O)                                            | |             | [ 1 ]      |
| BW                            | 507  | Eiche                  | Wittendörp Drönnewitz (53° 35′ 3,4″ N, 11° 3′ 0,1″ O)                                            | |             | [ 1 ]      |
| BW                            | 508  | Eiche                  | Wittendörp Drönnewitz (53° 35′ 0″ N, 11° 2′ 54,5″ O)                                             | |             | [ 1 ]      |
| mehr Fotos \| Fotos hochladen | 509  | Europäische Eibe       | Wittenburg an der Zufahrt zur Amtsverwaltung (53° 30′ 35,2″ N, 11° 4′ 35,7″ O)                   | Es handelt sich um einen mehrstämmigen Baum. |             | [ 3 ]      |

## Flächennaturdenkmale
Es gibt mit Stand 2024 ein Flächennaturdenkmal im Amt Wittenburg. 

| Bild | Nr.         | Bezeichnung                      | Standort                                            | Beschreibung | Schutzzweck | Verordnung                                                           |
| ---- | ----------- | -------------------------------- | --------------------------------------------------- | --- | ----------- | -------------------------------------------------------------------- |
| BW   | fnd_lwl_035 | Waschow - Brutkolonie Graureiher | Wittendörp Waschow (53° 31′ 56,3″ N, 11° 0′ 0,7″ O) | 1984 wurde eine Fläche von 0,01 ha geschützt, wobei allerdings die genaue Lage des Flächennaturdenkmals unklar ist. Die Buchen der Brutkolonie wurden zum Teil gefällt und die Graureiher sind in die Ortslage „umgezogen“. Das Naturdenkmal sollte einer 2011 erfolgten Auskunft des Landkreises Ludwigslust aufgehoben werden. |             | Beschluss des Rates des Kreises Hagenow Nr. 191-25/84 vom 08.12.1984 |